# Motivprogramm
Als Motivprogramm  bezeichnet man in der Fotografie ein Programm, das in häufig wiederkehrenden Situationen die Kamera-Einstellungen automatisch vornimmt. Zu den häufigsten Motivprogrammen gehören Landschaft, Porträt, Nacht, Makro und Sport. Der Vorteil jener Programme liegt darin, dass so bessere Bilder erreicht werden können als mit den automatischen Einstellungen, die z. B. bei Nacht nicht so gut an die Situation angepasst sind wie das entsprechende Motivprogramm. Außerdem müssen z. B. bei Nacht nicht immer wieder die Einstellungen der veränderten Situation manuell angepasst werden, was unerfahrenen Fotografen entgegenkommt.